# Criss Angel
Christopher Nicholas Sarantakos (East Meadow, New York, 19 december 1967), ook bekend als Criss Angel, is een Amerikaans goochelaar, illusionist, muzikant, hypnotiseur, boeienkoning, stuntman en acteur. Zijn naam is van Griekse oorsprong, het land van herkomst van zijn ouders. Hij werd bekend door zijn televisieprogramma Criss Angel Mindfreak. In 2017 kreeg Angel een ster op de Hollywood Walk of Fame.

## Shows
De stijl van Angels shows is te typeren als "provocerender" en "duisterder" dan die van andere illusionisten. De programmatitel Mindfreak sluit daarbij aan. Angel loopt er zelf het liefst bij in een lichtelijke gothic-kledingstijl. Effecten die hij al toepaste in zijn shows zijn bijvoorbeeld:
- het in tweeën trekken van een vrouw, waarna de onderste helft en de bovenste helft er in verschillende richtingen vandoor gaan
- liggend in glas een stoomwals over zich heen laten rijden
- zich laten spiesen op de punten van een hek
- op blote voeten over lange, rechtopstaande schroevendraaiers lopen
- over het water van een zwembad gevuld met mensen lopen
- van het dak van het ene gebouw naar het andere leviteren
- een munt in zijn mond steken en er door een snee uit zijn arm uithalen
- een achtjarig meisje transformeren tot een twintigjarige
- een arm door iemand heen steken
- door glas lopen

## Phenomenon
Angel zat samen met Uri Geller in de jury van het vijfdelige televisieprogramma Phenomenon, de Amerikaanse versie van het SBS6-programma De nieuwe Uri Geller. Angel speelde een opvallende rol door in de tweede aflevering deelnemer Jim Callahan te tarten. Na diens act, waarin Callahan claimde contact te maken met de overleden schrijver Raymond Hill om er zo achter te komen wat er in een afgesloten koffertje zat, maakte Angel hem belachelijk. Vervolgens haalde hij een envelop uit zijn binnenzak en beloofde Callahan één miljoen dollar als die zijn paranormale claim kon bevestigen door te vertellen wat Angel op een briefje dat erin zat had geschreven. Callahan ontstak in woede en Geller probeerde tussenbeide te komen, waarna Angel ook hem dezelfde uitdaging gaf. Beide mannen weigerden te antwoorden.

## Niet paranormaal
Angel zelf heeft zich lang in nevelen gehuld over het paranormale aura dat om zijn optredens scheen te hangen. Tijdens een interview met Larry King in oktober 2007 ontkende hij niettemin paranormale begaafdheid en verklaarde sowieso niet te geloven dat er iets bovennatuurlijks bestaat.

No one has the ability, that I'm aware of, to do anything supernatural, psychic, talk to the dead. And that was what I said I was going to do with "Phenomenon." If somebody goes on that show and claims to have supernatural psychic ability, I'm going to bust them live and on television.(Voor zover ik weet heeft niemand bovennatuurlijke of paranormale vaardigheden en kan niemand met de doden praten. Dat heb ik ook gezegd toen ik "Phenomenon" ging doen. Als iemand in de show beweert bovennatuurlijke paranormale gaven te hebben ontmasker ik ze live en op televisie.)
— Larry King Live